# فولینگن

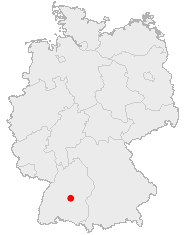
محل شهر فولینگن آلمان

فولینگن (Pfullingen) شهری است در ایالت بادن-وورتمبرگ آلمان.